# Louis Dufresne
Louis Dufresne (Champien, 18 de janeiro de 1752 - 11 de outubro de 1832) foi um ornitólogo e taxidermista francês.
Louis Dufresne foi um dos naturalistas a bordo do Astrolabe, que acompanhados da Boussole, deixou Brest em agosto de 1785 em uma viagem de descoberta. Os navios foram primeiro para a Madeira e Tenerife, em seguida, para Trinidad e depois para a costa do Brasil, incluindo a Ilha de Santa Catarina. Contornando o Cabo Horn a expedição desembarcou em Concepción e nas ilhas Sandwich e depois navegou para norte ao longo da costa da América do Noroeste para o Alasca. Em 1786, a expedição visitou Monterey antes de cruzar o Pacífico para aterrar em Macau, na China. Em 1787 os barcos retornaram à França.
Seis anos mais tarde, em 1793, Dufresene tornou-se taxidermista e curador no Museu Nacional de História Natural (França). Seu trabalho incluiu a classificação e arranjo das coleções de invertebrados, bem como os vertebrados e visitou muitas partes do mundo em nome do Museu. Em 1802 popularizou o uso de sabão arsenical para preservar aves em um artigo no Nouveau Dictionnaire d'Histoire Naturelle, uma técnica que tinha permitido o museu construir a maior coleção de aves do mundo.
Dufresne também manteve uma coleção privada, que em 1818 consistia de 1 600 espécimes de aves (em suportes de madeira e com com seus nomes em latim e francês), 800 ovos, 4 000 conchas, fósseis, anfíbios, corais e 12 000 insetos. Esta coleção foi adquirida para a Universidade de Edimburgo em 1819. Atualmente, está conservada no Museu Real Escocês.
Em 1829, Dufresne foi condecorado com a Legião de Honra. Ele morreu de doença pulmonar.